# التدخين والصحة: تقرير اللجنة الاستشارية إلى وزير صحة الولايات المتحدة

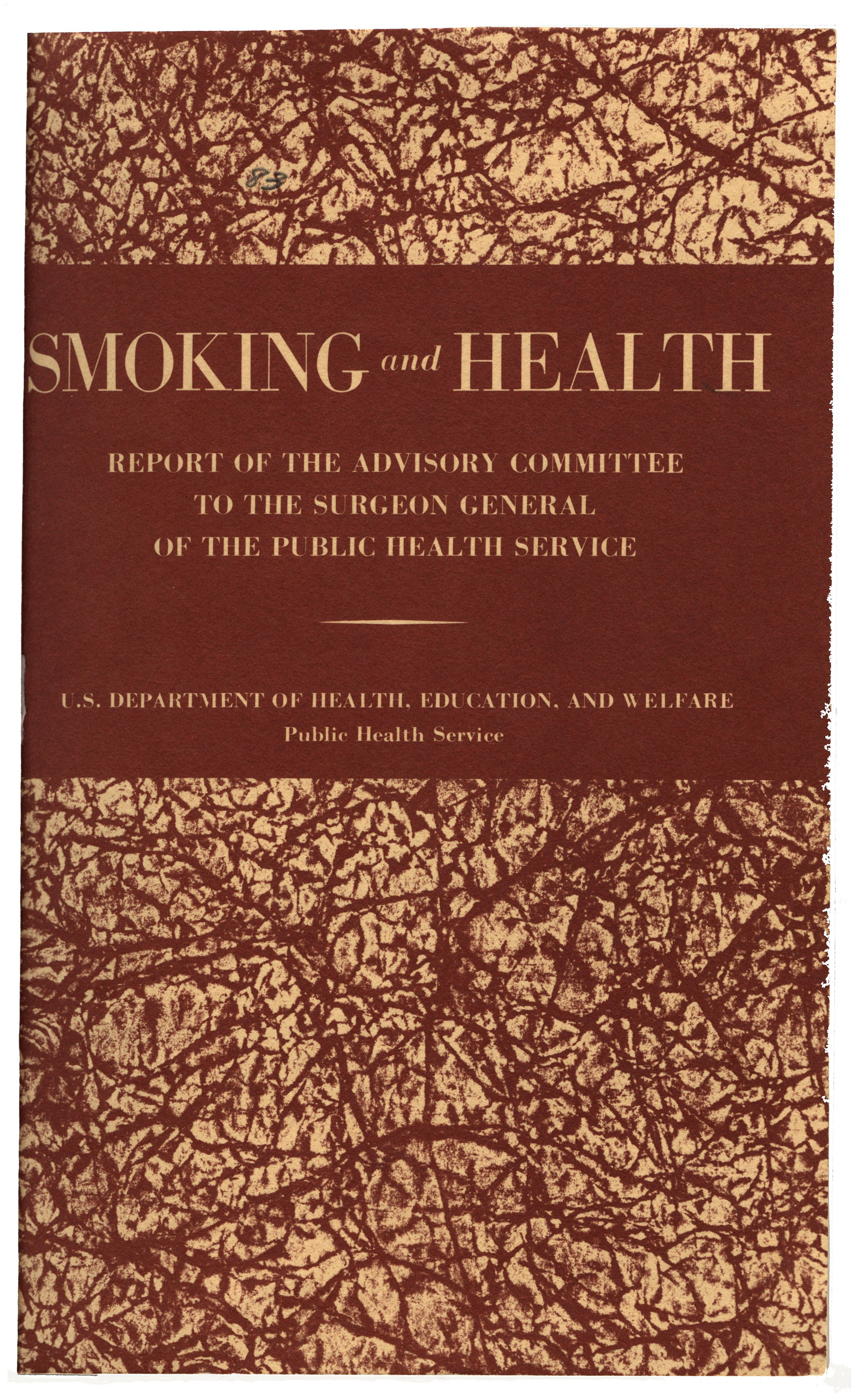
صفحة غلاف التقرير

تدخين وصحة: تقرير اللجنة الاستشارية إلى وزير صحة الولايات المتحدة  كان تقريراً بارزاً نشر في 11 كانون الثاني، 1964 من قبل وزير صحة اللجنة الاستشارية عن التدخين والصحة، ترأّسه آنذاك وزير صحة الولايات المتحدة لوثر تيري بخصوص التّأثيرات الصحيّة السّلبية للتدخين. بينما لم يكن مثل هذا التقرير الأوّل من قبل مسؤول الولايات المتحدة الأمريكية، إنّه غير قابل للجدل بأنّه الأكثر شهرة، وبالتّأكيد له تأثيرات دائمة وواسعة الانتشار على صناعة التبغ وعلى الفهم العالمي للتدخين.

## خلفية
التأثيرات الصحية للتدخين تمّت مناقشتها من قبل المستخدمين، الخبراء الطبيين، والحكومات على حدّ سواء منذ إدخالها إلى الثقافة الأوروبيّة. الأدلّة الثابتة عن التأثيرات الممرضة للتدخين أصبحت واضحة مع نتائج الدراسات العديدة طويلة المدى الّتي أجريت في وقت مبكّر إلى منتصف القرن العشرين، وفي 12حزيران،1957, وزير الصحة آنذاك ليروي بورني «أعلن الموقف الرسمي لدائرة الصحة العامة الأمريكية بأنّ الأدلّة تشير إلى وجود علاقة سببيّة بين التّدخين وسرطان الرّئة.» تلى ذلك إصدار لجنة كلية الأطباء الملكية التابعة للمملكة المتحدة تقريراً في 7آذار،1962, «اتّهم بوضوح تدخين السّجائر كسبب لسرطان الرّئة، والتهاب القصبات وأظهر أنّه من المتمل أن يكون مساهماً في مرض الأوعية القلب والأوعية القلبية كذلك.» بعد الضّغط من جمعية السرطان الأمريكية، جمعية القلب الأمريكية، جمعية السل الوطنية، وجمعية الصحة العامة الأمريكية، الرئيس جون كينيدي فوّض زير الصحة تيري لإنشاء اللجنة الاستشارية. اجتمعت اللجنة من تشرين الثاني 1962 حتّى كانون الثاني 1964وحلّل أكثر من 7000 مقالة وصحيفة علميّة.

## اكتشافات
استنتاجات التقرير ركّزت كلّها تقريباً على التأثيرات الصحيّة السّلبية الناجمة عن تدخين السّجائر. وجد أنّ مدخّني السجائر يشكّلون نسبة 70% من معدّل الوفيّات المتزايد، دخان السجائر هذا كان السّبب الرئيسي لالتهاب القصبات الهوائيّة المزمن، وأظهر وجود ارتباط بين التدخين، انتفاخ الرئة ومرض القلب. بالإضافة إلى ذلك، ذكر التقرير وجود علاقة سببيّة بين التّدخين وزيادة عشرة إلى عشرين ضعف في حدوث سرطان الرّئة، بالإضافة إلى وجود علاقة ايجابية بين النسء الحوامل اللّواتي يدخنون والأطفال حديثي الولادة ذوي الوزن المنخفض.
مثل منظّمة الصحة العالمية خال هذه الفترة، لكن ربّما تأثّروا بحقيقة أنّهم كانوا أنفسهم مدخّنين، عّفت اللجنة تدخين السّجائر بأنّه «تعوّد» بدلاً من القهر «الإدمان». وافق أعضاء اللجنة معظم الأمريكيين بأنّ هذه العادة (مع أنّها قويّة في غالباً) من الممكن للأفراد التّخلّص منها. في السّنوات الّتي تلت تقرير وزير الصحة، ملايين من الأمريكيين اختاروا الإقلاع عن التّدخين بنجاح، مع ثلثين إلى ثلاثة أرباع من المدخّنين السّابقين الّذين تركوا التّدخين بدون مساعدة طرق بدائل النيكوتين.بالإضافة إلى ذلك، طريقة «تركيا الباردة» وُجد أنّها الأكثر نجاحاً في إيقاف التدخين لفترات طويلة من الزّمن. ومع ذلك في خطوة مثيرة للجدل في عام 1989, وزير الصحة التّالي س.افيريت كووب غيّر الاتجاه وأعاد تعريف تدخين السّجائرعلى أنّه «إدمان» بدلاً من عادة.

## التأثيرات
نشر التقرير كان له تأثيرات واسعة في جميع أنحاء الولايات المتحدة والعالم.وقد نُشر عن عمد يوم السّبت للحدّ من التأثير السّلبي على أسواق الأسهم الماليّة الأمريكية، بينما تحقّق أقصى قدر ممكن من التّغطية في صحف يوم الأحد. مؤدّية إلى تغييرات في السياسة والرّأي العام مثل علامات التحذير، وفرض قيود على الإعلان، نطاق واسع من الحملات ضدّ التّدخين، واستجواب من صناعة التّبغ.

## وصلات خارجية
- النص الكامل للتقرير (المجال العام) (تحذير:24 ميغا بايت)